# Jhonen Vasquez
Jhonen C. Vasquez (San Jose, 1º settembre 1974) è un fumettista statunitense di origini messicano-venezuelane.
È meglio noto per aver creato la serie a fumetti Johnny the Homicidal Maniac ed i suoi spin-off Squee! e I Feel Sick. Ha lavorato anche per la televisione in serie animate di successo, come creatore del cartone Invader Zim e come disegnatore per Randy - Un Ninja in classe, rispettivamente in onda su Nickelodeon e Disney XD. Tutti i suoi lavori, eccetto le serie tv, sono stati pubblicati solamente negli Stati Uniti.
Il suo stile ricorre spesso in tematiche misantrope e pessimistiche, che sono però usate con uno scopo parodistico e satirico in scene che mirano a impressionare il lettore o lo spettatore.

## Biografia
Jhonen Vasquez nacque a San Jose il 1º settembre 1974 da una famiglia con gradi di ascendenza messicane e venezuelane. Frequentò la Mount Pleasant High School, dove prese parte ad una gara di disegno per la nuova immagine della mascotte della squadra della sua scuola, i Cardinal. Vasquez creò un'immagine che i giudici rifiutarono. Sul retro del foglio della fase preliminare della gara, disegnò il primo abbozzo della serie che più tardi avrebbe chiamato Jonny C. Il giornale della scuola che frequentava Vasquez pubblicò un numero di un fumetto intitolato Jhonny il piccolo maniaco omicida. Vasquez racconta che il personaggio prese origine come un suo personale alter ego che attuava le sue fantasie di vendetta. Rob Scharb fa la stessa osservazione. Comunque Vasquez ha sempre rinnegato l'identità tra la sua persone e il personaggio dei fumetti, asserando che Jonny non deve essere frainteso come un surrogato dell'autore. Vasquez creò sempre alla Mount Pleasnt Happy Noodle Boy, affinché la sua ragazza la smettesse di chiedergli di disegnare un fumetto per lei.
Nei primi anni novanta, Carpem Noctem, una rivista di stampo gotico, pubblicò alcune inserzioni di una pagina di Johnny, ora intitolato Johnny the Homicidial Maniac. Sebbene non avesse mai pianificato di creare fumetti Vasquez inviò esempi dei suoi lavori alla casa editrice di fumetti alternativa, la Slave Labor Graphics. Tra l'agosto 1995 e il gennaio 1997, l'editore creò una serie composta da sette capitoli basati sul personaggio. Vasquez descrive la produzione di Johnny come un “casino” e un “conato di vomito”. Finché Vasquez lavorava al fumetto, scriveva i dialoghi fintanto che disegnava. Vasquez disse che avrebbe voluto spendere più tempo a pianificare la serie, e sente che la qualità del dialogo ha risentito del suo approccio casuale.
Un amico di Vasquez, Leah England, diede a Vasquez l'ispirazione per un filler riguardante un bambino che è pericolosamente terrorizzato dall'idea di perdere di vista sua madre, proprio come il filler “Nel frattempo...” nel secondo capitolo.
Jhonen basò Psychodoughboy e Mr.Eff su due immagini reali della Styrofoam Pillsbury Doughboy che trovò e ridisegnò. Creò Nailbunny nello stesso momento in cui disegnava la prima pagina in cui il personaggio appariva. Lo stile di Vasquez fu influienzato da Tim Burton ed Edward Gorey. Vasquez modellò il suo stile fintanto che disegnava i personaggi.
L'autore creò una tenia di nome Scolex che avrebbe dovuto essere una della voci di Johnny, ma il personaggio non venne mai inserito nella serie ultimata. Vasquez ora usa il nome di Chancre Scolex come il nome d'autore per “Ogni cosa può essere morsa” e per il suo LiveJournal.
Come la maggior parte dei fumetti alternativi, e altri titoli della Slave Labor Graphics, Johnny era di proprietà dell'autore. Nel settembre del 1996, Vasquez annunciò nell'introduzione al sesto fascicolo di Johnny il Maniaco Omicida che aveva ottenuto abbastanza successo nella sua carriera artistica tanto da potersi permettere di lasciare il suo lavoro giornaliero e di dedicarsi alla sua arte a tempo pieno.
Col successo del primo fumetto, Vasquez non poté fare a meno di creare due spin-off di esso, intitolati Squee! e I Feel Sick, basati sui due personaggi secondari Squee e Devil.
Dal momento in cui le sue pubblicazioni si spostavano da negozi di libri ai grandi magazzini, Vasquez si lamentò del cambiamento nel suo pubblico.
Vasquez continuò a creare una serie televisiva per bambini chiamata Invader Zim, e si trovò a disagio all'idea che i fan più giovani di Invader Zim leggessero Johnny, a causa delle scene di violenza che quest'ultimo contiene. Nel 2013 lavorò per le aziende Cincia, Inc. e Boulder Media Limited come disegnatore della serie televisiva Randy - Un Ninja in classe.
Tra gli altri lavori si possono citare l'artwork dell'album If dei Mindless Self Indulgence, dei quali ha anche diretto il video canzone di Shut Me Up, e delle rappresentazioni artistiche di alcuni personaggi del videogioco BioShock 2 chiamata "The Sisters"

## Descrizione di alcune serie

### Johnny the Homicidal Maniac
Letteralmente "Johnny il maniaco omicida" in lingua inglese, è il primo fumetto creato da Jhonen Vasquez. La serie narra di un immaginario serial killer chiamato Johnny C. mentre esplora le forze psicologiche e forse soprannaturali che lo costringono a commettere una serie di omicidi. Negli anni 1990 il fumetto ebbe sei seguiti, diventando un franchise di sette albi con edizione limitata. Johnny the Homicidial Maniac ebbe buoni consensi, in particolare tra gli appassionati di commedia nera, come dimostrò la rivista Wizard, che lo collocò nella lista dei 200 fumetti migliori di sempre.

### Squee!
Composto da quattro albi, è uno Spin-off di Johnny the Homicidal Maniac. Il protagonista è Todd Casil, un bambino tranquillo, introverso e vittima del bullismo. Todd ha sempre avuto una vita difficile, in quanto i suoi genitori non si sono mai presi cura di lui, perciò ha cercato di diventare maturo da solo con il passare del tempo. Riguardo sempre ai suoi familiari, la madre è una tossicodipendente che non può mai fare a meno di droga e pillole di cocaina (spesso si dimentica addirittura dell'esistenza del figlio), mentre suo padre detesta con tutto il cuore suo figlio, ricordandogli ogni giorno che lui "è responsabile di avergli rovinato la vita", anche se nulla di ciò che dice è vero. Suo nonno, scoprirà in futuro, è un folle cyborg.

### Invader Zim
Storia che si basa su Zim, un alieno appartenente a una razza bellicosa e conquistatrice di mondi chiamata Irken la cui gerarchia sociale è basata sull'altezza, a cui viene affidato il compito di conquistare la Terra. Lo show è stato cancellato per via dello scarso interesse dimostrato dalla fascia di età per cui questa serie era stata pensata. Questo interruppe la produzione degli episodi della seconda stagione: di questa infatti furono mandati in onda solo 10 episodi, lasciandone incompiuti ben altri 18. Nonostante questo, è stato acclamato dalla critica e nominato per numerosi premi solo per il primo episodio.

### I Feel Sick
Un altro spin-off di Johnny the Homicidal Maniac. La protagonista è Devi D. una ragazza emo che ha contribuito a far diventare Johnny un maniaco omicida.

## Filmografia

### Serie animate
- Invader Zim (2001-2006) - creatore, scrittore, disegnatore, produttore esecutivo e doppiatore.
- Randy - Un Ninja in classe (2012-2015) - disegnatore.
- Bravest Warriors (web serie; 2014) - scrittore, ep. "The Puppetyville Horror"
- Very Important House (2015) - creatore, scrittore, regista.

### Film
- TMNT: Don vs Raph (cortometraggio; 2019) - scrittore, disegnatore.
- Invader Zim e il Florpus (2019) - creatore, scrittore, produttore esecutivo e doppiatore.

### Altro
- Vasquez ha inoltre diretto i video canzone dei singoli "Shut Me Up" dei Mindless Self Indulgence, e "White" dei The Left Rights.